# Высоко (Ярославская область)
Высоко — деревня в Ярославском районе Ярославской области России, входит в состав Карабихского сельского поселения. 

## География
Расположена в 6 км на юго-восток от центра поселения деревни Карабиха и в 16 км к югу от Ярославля. 

## История
Каменный пятиглавый храм с колокольней построен в 1772 году на средства прихожан. Престолов было три: во имя Рождества Христова; во имя благоверных князей Василия и Константина, Ярославских чудотворцев; во имя святителя Николая, чудотворца.
В конце XIX — начале XX село входило в состав Еремеевской волости Ярославского уезда Ярославской губернии.
С 1929 года село входило в состав Карабихского сельсовета Ярославского района, с 2005 года — в составе Карабихского сельского поселения.

## Население
| 1859 | 2007 | 2010 |
| ---- | ---- | ---- |
| 165  | ↘33  | ↘20  |

## Достопримечательности
В деревне расположена недействующая Церковь Рождества Христова (1772).